# Museo Arqueológico y de Historia de Elche
Das Museo Arqueológico y de Historia de Elche, MAHE, (Deutsch: Historisches und Archäologisches Museum in Elche) ist ein Museum in Elche, einer Stadt nahe Alicante in der spanischen Autonomen Region Valencia; es wurde am 18. Mai 2006 eingeweiht. Es wurde errichtet, um die über 2500 Jahre alte Geschichte des Ortes zu thematisieren, dessen Geschichte bis zu den Iberern (600 v. Chr.) zurück reicht.
Der Museumskomplex in der Festungsanlage des Palacio de Altamira zeigt in chronologischer Reihenfolge zahlreiche Fundstücke aus der Stadt. Die Ausstellung macht den Besucher auf einer „Tour durch die Stadt“ mit deren Geschichte bekannt.
Die iberische Büste Dama de Elche, herausragendes Zeugnis der iberischen Kunst, wurde im Jahr 1897 etwas südlich der Stadt gefunden. Aufgrund ihrer überregionalen Bedeutung wird sie nicht in der Stadt, sondern im Museo Arqueológico Nacional de España in Madrid ausgestellt.